# Chrysoprasis bicolor
Chrysoprasis bicolor är en skalbaggsart som först beskrevs av Olivier 1790.  Chrysoprasis bicolor ingår i släktet Chrysoprasis och familjen långhorningar. Inga underarter finns listade i Catalogue of Life.